# Мадонненталер

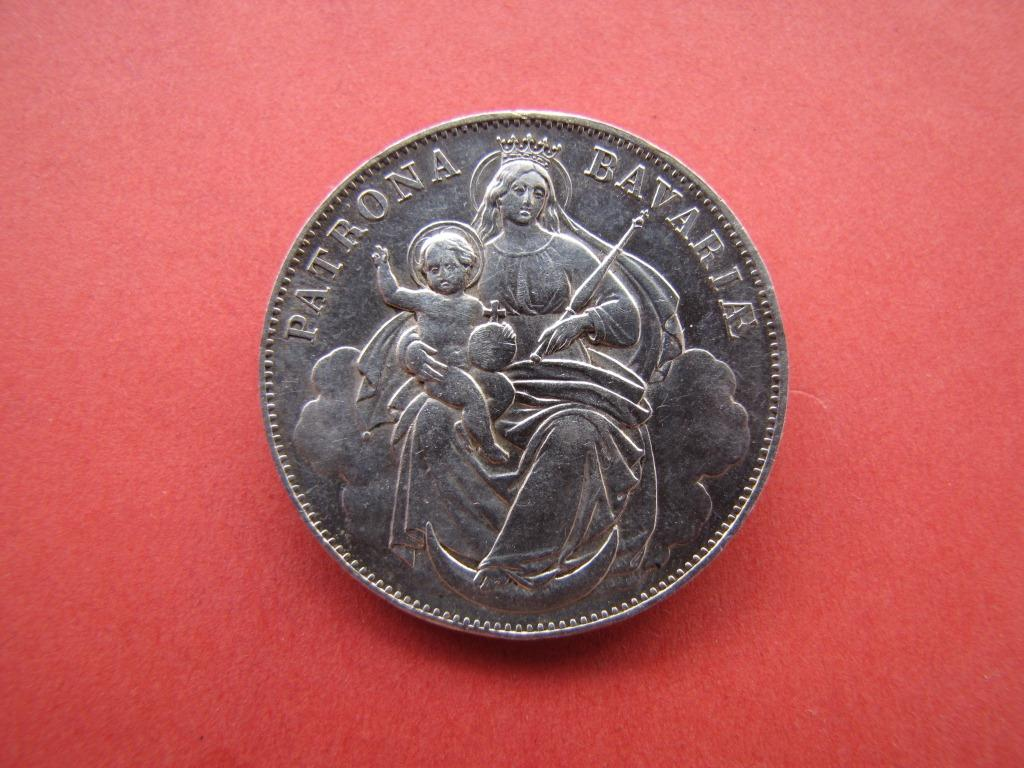
Мадонненталер Баварии 1865 года

Мадонненталер (Мариенталер) — название талеров с изображением Богородицы с младенцем.
Особенностью данных монет с казалось бы нейтральным сюжетом, являлся выпуск лишь в тех государствах, население которых исповедовало католичество. В 1609 году курфюрст Баварии Максимилиан основал католическую лигу, которая объединила ряд германских княжеств накануне религиозной Тридцатилетней войны.
Мадонненталеры стали характерными для этих стран денежными единицами. Хоть монеты с изображением Мадонны с младенцем и продолжали чеканить после окончания религиозных войн, их выпуск производился лишь в государствах с преимущественно католическим населением, а именно Майнцском и Трирском курфюршествах, Зальцбургском архиепископстве, Айхштетском епископстве, Эссене, Бамберге, Вюрцбурге, а также Венгрии и Баварии.
Часто использовались как украшения и амулеты.